# Charles Thomson Rees Wilson
Charles Thomson Rees Wilson CH (Midlothian, Escòcia, 1869 - Edimburg, 1959) va ser un biòleg, físic i químic escocès guardonat l'any 1927 amb el Premi Nobel de Física per la seva invenció de la cambra de boira.

## Biografia
Va néixer a la parròquia de Glencorse, Midlothian, prop d'Edimburg el 14 de febrer de 1869, fill d'un granger, John Wilson, i Annie Clerk Harper. Després que el seu pare es morís el 1873, la seva família es va traslladar a la ciutat anglesa de Manchester. Amb el suport econòmic del seu germanastre, va estudiar biologia a l'Owens College, ara Universitat de Manchester, amb la intenció de fer-se metge. El 1887, es va graduar al College amb una llicenciatura. Va guanyar una beca per anar al Sidney Sussex College de Cambridge, on es va interessar per la física i la química. El 1892 va rebre honors de 1a classe en ambdues parts del Tripos de Ciències Naturals.
Morí el 15 de novembre de 1959 a la ciutat d'Edimburg.

## Vida personal
El 1908, Wilson es va casar amb Jessie Fraser, filla d'un ministre de Glasgow. La parella va tenir quatre fills. La seva família el coneixia com a pacient i curiós, i li agradava passejar pels turons propers a casa seva. Va morir a casa seva de Carlops el 15 de novembre de 1959, envoltat de la seva família.

## Recerca científica
Es va interessar especialment per la meteorologia, i el 1893 va començar a estudiar els núvols i les seves propietats. A partir de 1894, va treballar durant un temps a l'observatori de Ben Nevis, on va fer observacions de la formació de núvols. Estava particularment fascinat per l'aparició de glòries. Després va intentar reproduir aquest efecte a una escala més petita al Laboratori Cavendish de Cambridge, expandint l'aire humit dins d'un recipient segellat. Més tard va experimentar amb la creació de rastres de núvols a la seva cambra per condensació sobre ions generats per la radioactivitat. Posteriorment, va fer experiments amb la creació de rastres de núvol en la seva cambra causada per ions i radiació, cosa que es denominà cambra de Wilson o cambra de boira. Diverses de les seves cambres de núvols sobreviuen.
Wilson va ser nomenat membre del Sidney Sussex College, i professor i demostrador de la Universitat el 1900. Era conegut per alguns com un professor pobre, a causa d'un pronunciat tartamudeig.
L'any 1927 fou guardonat, juntament amb Arthur Holly Compton, tot i que per motius diferents, pels seus estudis sobre el vapor i la creació de la cambra de Wilson.

## Aportacions
La invenció de la cambra de núvols va ser el principal èxit de Wilson, que li va valer el Premi Nobel de Física el 1927. El laboratori Cavendish el va elogiar per la creació d'un «mètode nou i sorprenent per investigar les propietats dels gasos ionitzats». La cambra de núvols va permetre grans salts experimentals endavant en l'estudi de les partícules subatòmiques i en el camp de la física de partícules, en general. Alguns han atribuït a Wilson que hagi fet possible l'estudi de les partícules.

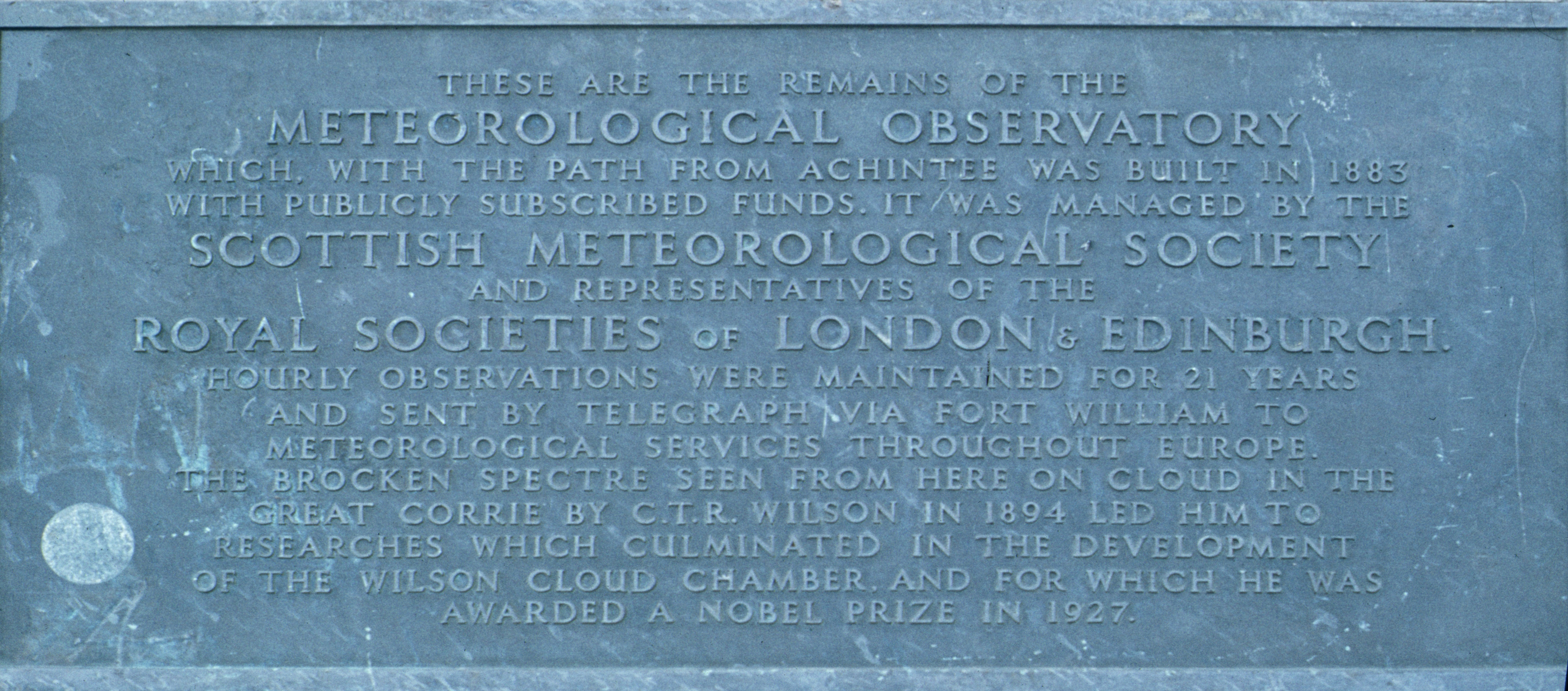
Placa commemorativa a Ben Nevis sobre l'observatori i la cambra de núvols del CTR Wilson

Wilson va publicar nombrosos articles sobre meteorologia i física, sobre temes com ara els raigs X, ionització, formació de núvols, i altres esdeveniments meteorològics. Wilson també podria haver observat un sprite el 1924, 65 anys abans del seu descobriment oficial. El temps va ser un focus del seu treball al llarg de la seva carrera, des de les seves primeres observacions a Ben Nevis fins al seu treball final, sobre núvols.

## Mètode
Retrospectivament, el mètode experimental de Wilson ha rebut certa atenció per part dels estudiosos.
En un període d'investigació científica caracteritzat per una divisió entre científics analítics i morfològics, el mètode d'investigació de Wilson va representar un híbrid. Mentre que uns quants científics creien que els fenòmens s'havien d'observar a la natura pura, d'altres van proposar experiments controlats en laboratori com a mètode principal per a la investigació. Wilson va utilitzar una combinació de mètodes en els seus experiments i investigacions. El treball de Wilson «va fer visibles coses les propietats de les quals abans només s'havien deduït indirectament».
Se l'ha anomenat «gairebé l'últim dels grans experimentadors individuals de la física». Va utilitzar la seva cambra de núvols de diverses maneres per demostrar els principis de funcionament de coses com les partícules subatòmiques i els raigs X. Però el seu interès principal, i el tema de la major part dels seus articles, era la meteorologia.

## Premis, honors i llegat
Wilson va ser escollit membre de la Royal Society (FRS) el 1900.

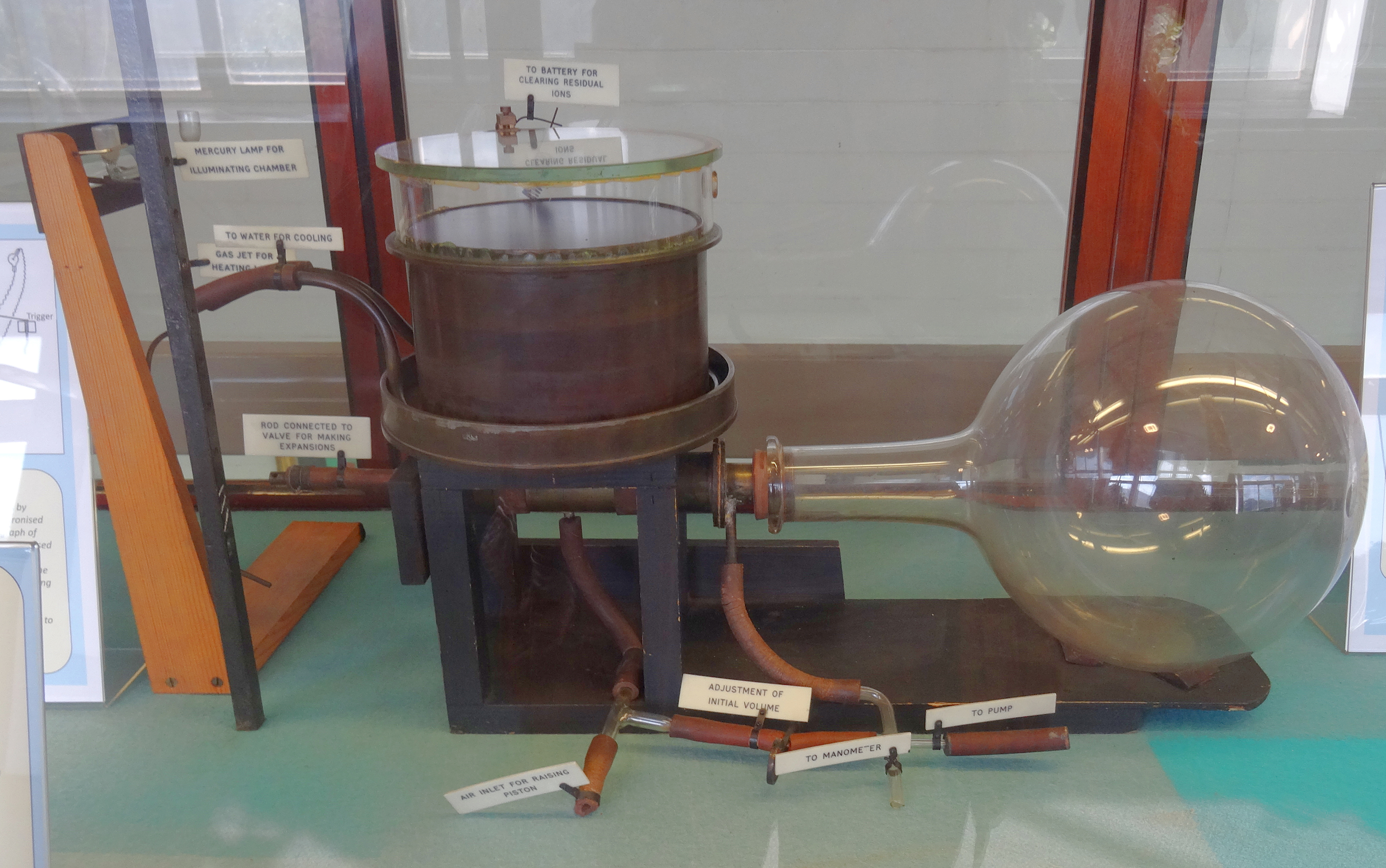
La cambra de núvols original de CTR Wilson

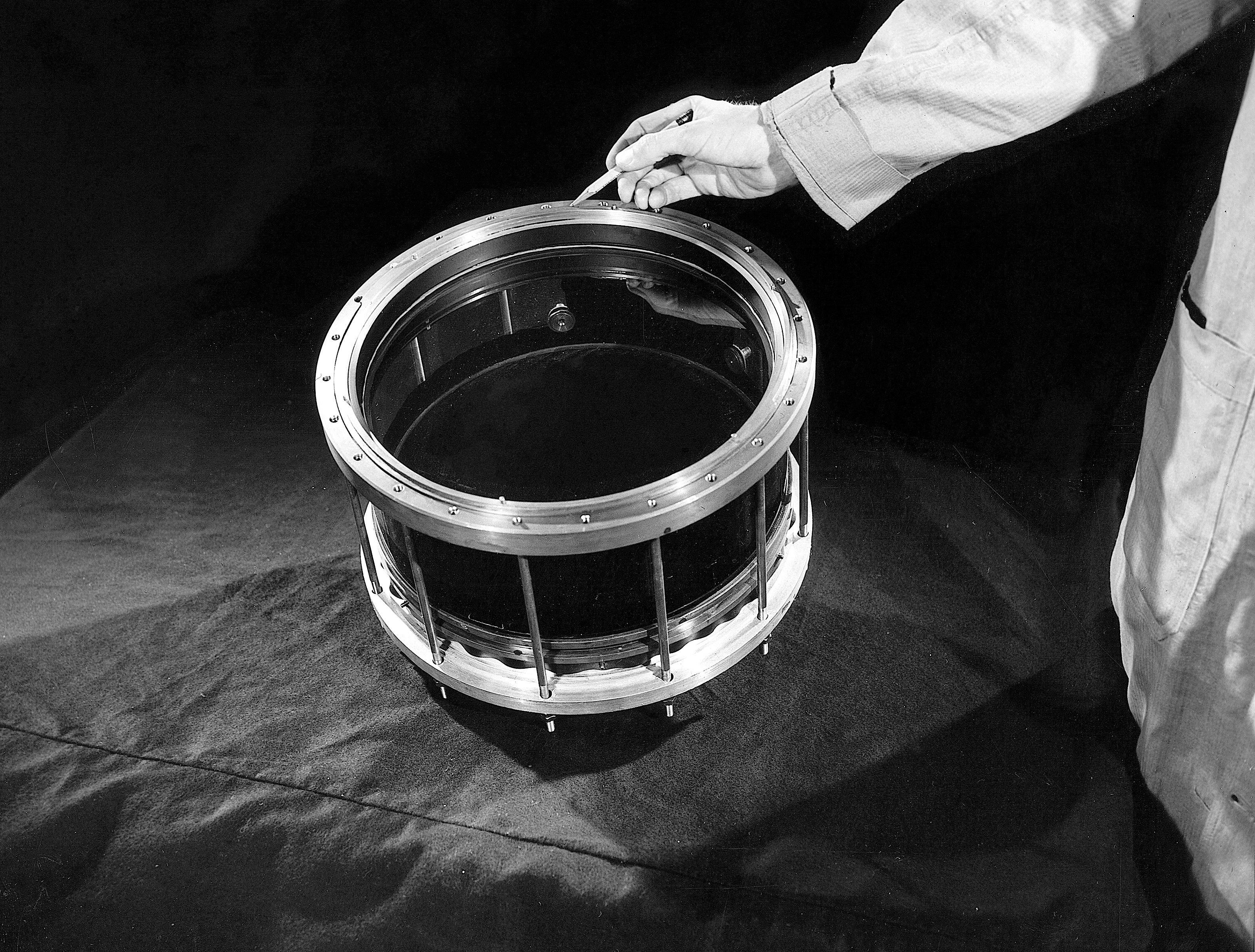
La cambra de núvols de Wilson al Brookhaven National Laboratory d'AEC

Per la invenció de la cambra de núvols va rebre el Premi Nobel de Física el 1927. Va compartir aquest premi amb el físic estatunidenc Arthur Compton, premiat pel seu treball sobre la naturalesa de les partícules de la radiació. Malgrat la gran contribució de Wilson a la física de partícules, va continuar interessat en la física atmosfèrica, concretament en l'electricitat atmosfèrica, durant tota la seva carrera. Per exemple, el seu darrer treball d'investigació, publicat el 1956 quan ja tenia vuitanta anys (en aquell moment era el FRS més antic que va publicar un article a les revistes de la Royal Society), va ser sobre l'electricitat atmosfèrica.
El cràter Wilson a la Lluna porta el seu nom, per Alexander Wilson i Ralph Elmer Wilson. Les formacions de núvols de condensació de Wilson que es produeixen després de grans explosions, com les detonacions nuclears, reben el seu nom. La Wilson Society, la societat científica del Sidney Sussex College, Cambridge, rep el seu nom en el seu honor, així com el CTR Wilson Institute for Atmospheric Electricity, el Atmospheric Electricity Special Interest Group de la Royal Meteorological Society.
Els arxius de CTR Wilson són mantinguts pels arxius de la Universitat de Glasgow.
El 2012, la Royal Society of Edinburgh va celebrar una reunió en honor a Wilson, el «gran físic escocès».